# Peter Christian Foersom
Peter Christian Foersom (eller Peder) (28 januar 1769 – 7. august 1856) var organist ved St. Knuds Kirke i Odense fra 1790-1856, musiklærer ved Kathedralskolen fra 1814-1843, musiker (pauke, triangel, klaver) og komponist. Far til skuespilleren Christen Martin Foersom, organisten og komponisten Frederik Foersom og muligvis til Jacob Foersom (1808-1863), der var organist ved St. Mariæ kirke i Helsingør fra 1834-1849 og dirigent for et regimentsorkester.
Desuden var skuespilleren og oversætteren Peter Thun Foersom hans fætter.
Peter Foersom var, som sin søn, engageret i det lokale musikliv og blev behørigt fejret ved sit 50 års organistjubilæum i 1840. Han startede det musikalske liv for flere hundrede studenter og komponerede kantater til adskillige festlige lejligheder. En del af hans musik findes som manuskript i Odense Centralbibliotek.
Der findes et dokument fra Danske Kancelli fra 1818 hvori Foersom får lov til at indsamle penge i kirken til sig selv: "27.5.1818 Plum til inspektørerne, danske kanc. har under 23.5. tilskrevet os, at efter Deres indstilling af 2.5. bifaldes det, at organist Fischer ved Frue kirke og organist Johnsen ved St. Hans kirke må ligesom organisten ved S. Knuds kirke hver i sin kirke, lade en tavle til fordel for sig ombære om onsdagen, når der er gudstjeneste, imod at de på disse dage spiller orgelet ved gudstjenesten."

## Musik
- en klaversonate
- Melodie til Fröken Jessens priisvunde Nationalsang for Pianoforte
- Cantate, opfört i Odense den 28 Januar 1828 paa Kathedralskolen